# Podskalie
Podskalie (em húngaro: Egyházasnádas) é um município da Eslováquia, situado no distrito de Považská Bystrica, na região de Trenčín. Tem 7,68 km² de área e sua população em 2018 foi estimada em 124 habitantes.

## Demografia
| Ano:        | 1994 | 2004    | 2014    | 2024    |
| ----------- | ---- | ------- | ------- | ------- |
| Broj ljudi: | 167  | 146     | 128     | 153     |
| Razlika:    |      | -12,57% | -12,32% | +19,53% |

| Ano:               | 2023 | 2024 |
| ------------------ | ---- | ---- |
| Número de pessoas: | 153  | 153  |
| Diferença:         |      | +0%  |